# Schwarzburg
Schwarzburg ist eine Gemeinde im Schwarzatal im thüringischen Landkreis Saalfeld-Rudolstadt. Die Gemeinde gehört der Verwaltungsgemeinschaft Schwarzatal an, die ihren Verwaltungssitz in der Stadt Schwarzatal hat.

## Lage
Schwarzburg liegt im Thüringer Wald an der Nordabdachung des Gebirges und am Fluss Schwarza. Die Landesstraße 1112 verbindet Schwarzburg mit Bad Blankenburg und dem Umland.
Angrenzende Gemeinden sind Allendorf, die Stadt Bad Blankenburg, Bechstedt, Döschnitz, Saalfeld/Saale und Sitzendorf.

## Geschichte
Die Ersterwähnung 1071 als „Swartzinburg“ erfolgte in einer Grenzbeschreibung der Orlasenke.
Das Dorf unterhalb der Burg wuchs durch Ausnutzung der Wasserkraft (Mahlmühle, Schneidemühle, Lohmühle, Eisenhammer) bis zum 19. Jahrhundert als kleines Industriezentrum. Besonders im Hochmittelalter war es durch Goldwäscherei (Seifengold) ein wichtiger Ort im Schwarzatal. Nach Aufgabe des Eisenhammers 1846 erfolgte eine große Auswanderungswelle (mehr als 20 % der Einwohner) nach Nordamerika. Danach brachte Fremdenverkehr einen Aufschwung. Die Urburschenschaft, Ludwig Bechstein und Maler der Romantik hatten das wildromantische Tal der Schwarza (Saale) gerühmt. Auch Goethe, in einem Brief an Charlotte von Stein vom 5. Juli 1781, fand das Tal erwähnenswert:
„NB. von Schwarzburg auf Blanckenburg ist ein fürtrefflicher Weeg der Schwarze nach, durch ein tiefes Thal zwischen Fels und Wald Wänden.“ 1887 wurde in Schwarzburg der Schwarzburgbund gegründet, ein Zusammenschluss von christlich geprägten farbentragenden, nichtschlagenden Studentenverbindungen. In jener Zeit galt Schwarzburg (im sächsischen Idiom) als „Berle von Düringen“.

Besondere historische Bedeutung erlangte Schwarzburg, als Reichspräsident Friedrich Ebert im Urlaub am 11. August 1919 die Weimarer Verfassung unterzeichnete. Dieser Akt fand im Zimmer 7 der damals zum Hotel „Weißer Hirsch“ gehörigen Villa „Schwarzaburg“ (heute: „Hotel SchwarzaBurg“) statt, in der Ebert wohnte, nachdem er vom Hauptgebäude des Hotels dorthin umgezogen war. Im Park zwischen den beiden Gebäuden befindet sich ein Gedenkfels mit der Inschrift: 
Eine Metalltafel an der früheren Villa und jetzigem Hotel „SchwarzaBurg“ verlautet:
Im Jahre 1944 waren im Schloßberg-Hotel 30–40 Schüler im Rahmen der Kinderlandverschickung (KLV) untergebracht. Diese Verschickung wurde von der HJ-Führung organisiert und hatte zur Aufgabe, die Kinder aus den bombengefährdeten Gebieten in „friedlicher“ Umgebung zu schützen. So wurde das KLV-Lager im Schloßberg-Hotel von Schülern mit ihren Lehrern durch das Düsseldorfer Lessing-Gymnasium belegt. Das Hotel wurde damals von Familie Schildbach geführt.

## Bevölkerungsentwicklung

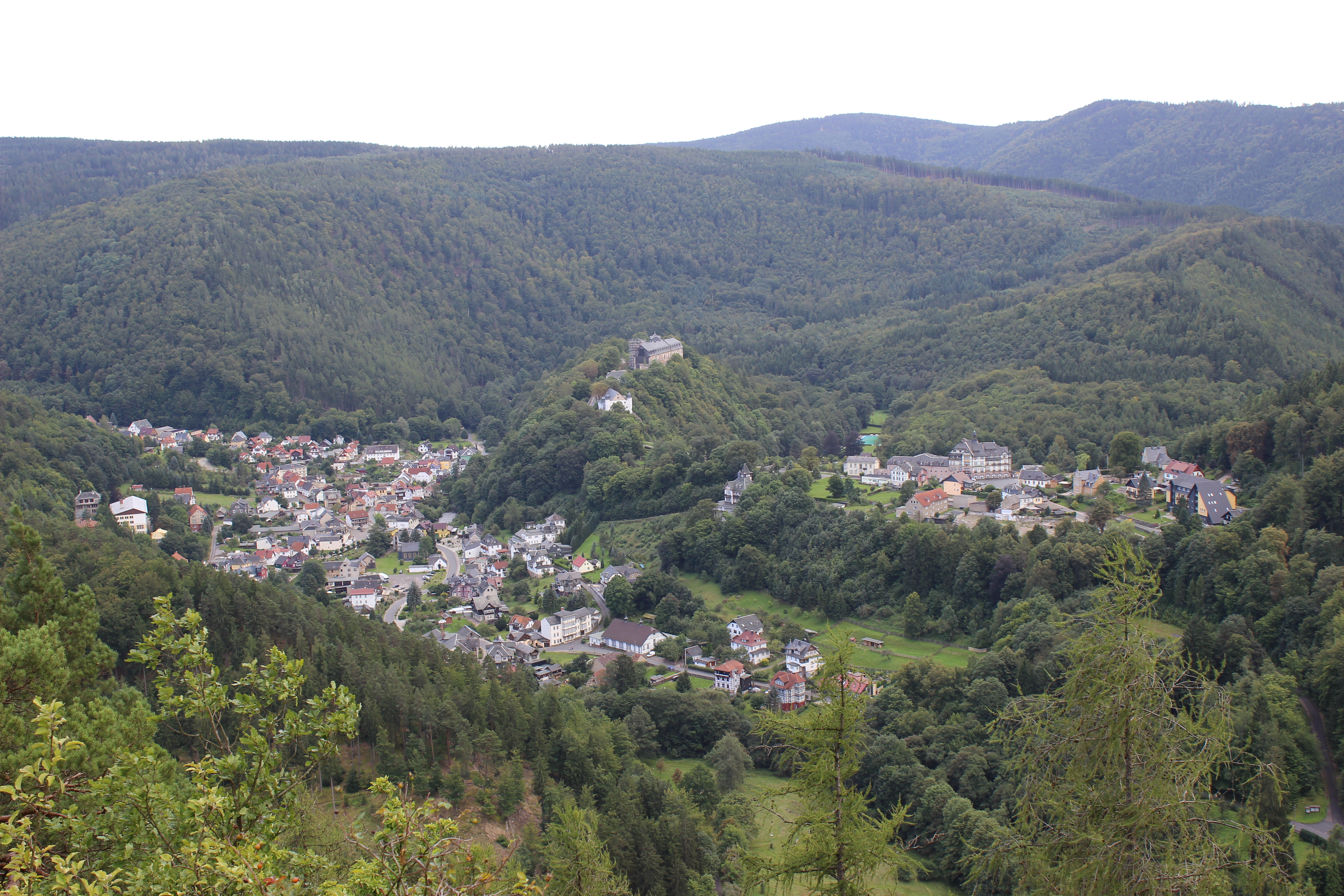
Schwarzburg

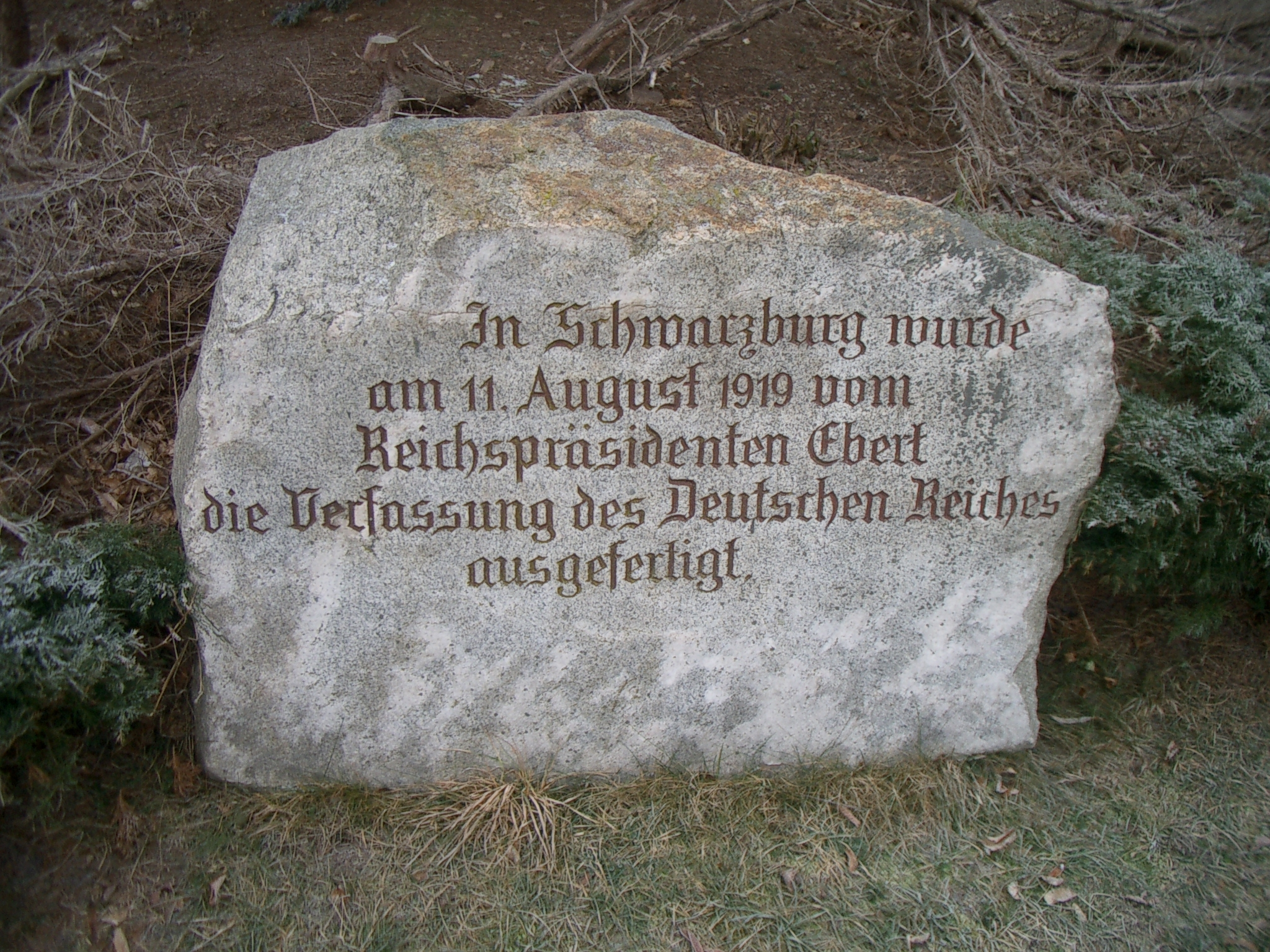
Unterzeichnung der Reichsverfassung 1919 durch Reichspräsident Ebert

Einwohnerentwicklung von Schwarzburg von 1895 bis 2017

Entwicklung der Einwohnerzahl der Gemeinde
| - 1895: 703 - 1994: 742 - 1995: 735 - 1996: 728 - 1997: 707 - 1998: 708 - 1999: 707 - 2000: 698 | - 2001: 688 - 2002: 689 - 2003: 665 - 2004: 645 - 2005: 619 - 2006: 609 - 2007: 578 - 2008: 569 - 2009: 562 - 2010: 542 | - 2011: 535 - 2012: 542 - 2013: 532 - 2014: 554 - 2015: 560 - 2016: 551 - 2017: 557 - 2018: 550 - 2019: 533 - 2020: 525 | - 2021: 501 - 2022: 492 - 2023: 510 |

 Datenquelle ab 1994: Thüringer Landesamt für Statistik, Stichtag 31. Dezember

## Politik

### Gemeinderat
Dem Gemeinderat Schwarzburgs gehören sechs ehrenamtliche Bürgerinnen und Bürger an. Sie werden alle fünf Jahre neu gewählt. Bei der Gemeinderatswahl am 26. Mai 2024 wurden auf der Liste „Gemeinsam für Schwarzburg“ mit einem Stimmenanteil von 54,5 % vier Sitze besetzt, die Liste „Bürger für den Landkreis Saalfeld-Rudolstadt Ortsgruppe Schwarzburg“ erreichte 45,5 % der gültigen Stimmen und damit zwei Sitze. Drei Sitze sind mit Frauen, drei mit Männern besetzt. Daneben gehört dem Rat auch die Bürgermeisterin mit Sitz und Stimme an.

### Bürgermeisterin
Frau Heike Printz ist seit 2015 Bürgermeisterin Schwarzburgs. Am 25. April 2021 wurde sie als einzige Kandidatin mit 92,6 Prozent der gültigen Stimmen für eine zweite Amtszeit gewählt.

## Kultur und Sehenswürdigkeiten

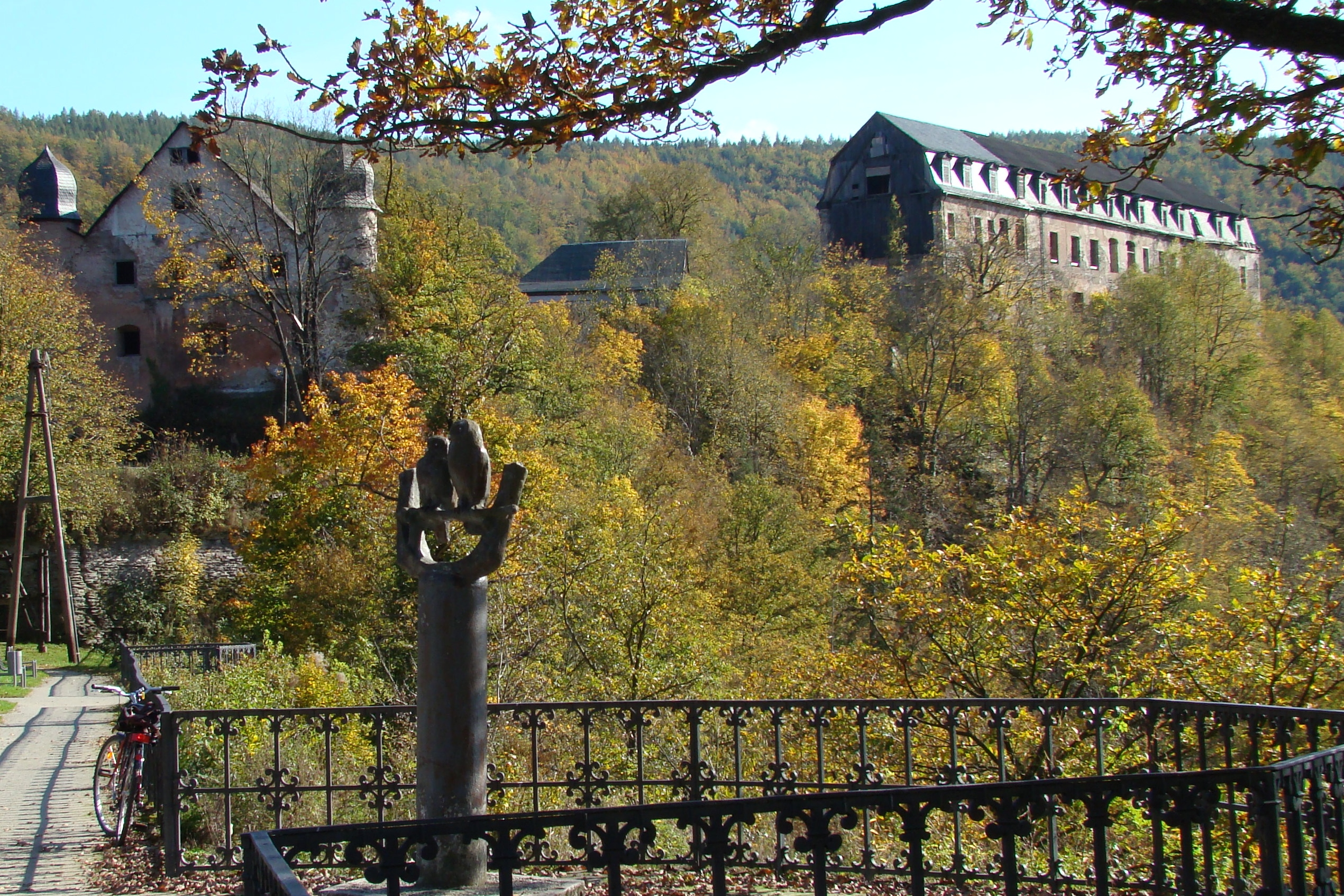
Schloss Schwarzburg: links das Zeughaus, rechts das Schlossgebäude

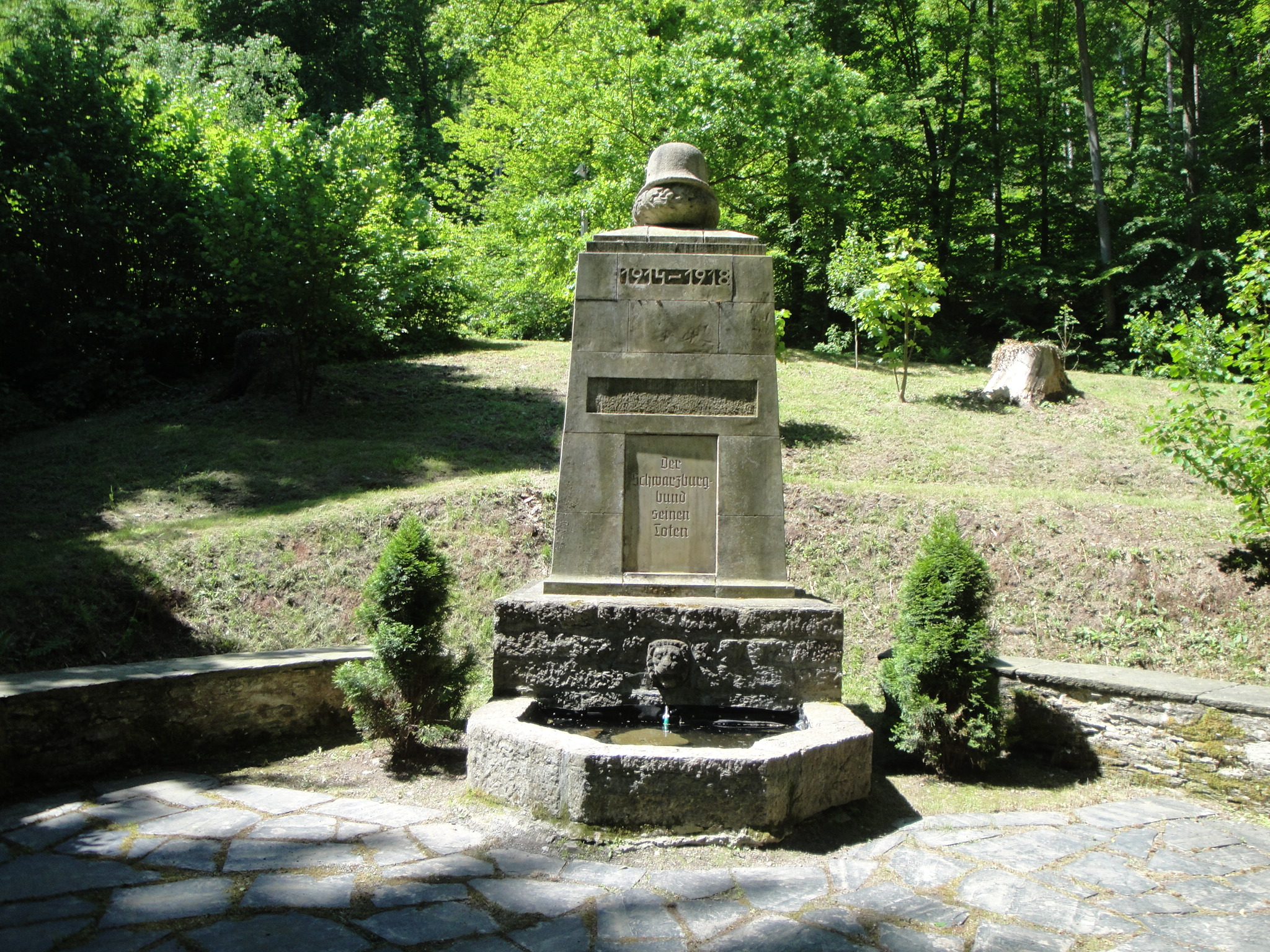
Ehrenhain des Schwarzburgbundes

Das Schloss Schwarzburg war seit dem 12. Jahrhundert Stammsitz der Grafen von Schwarzburg. Nach wiederholten Aufteilungen in verschiedene Linien entstanden 1599 die zwei Hauptlinien Schwarzburg-Sondershausen (1909 erloschen) und Schwarzburg-Rudolstadt, die 1697 und 1710 in den Reichsfürstenstand erhoben wurden. Schwarzburg gehörte bis 1918 zur Oberherrschaft des Fürstentums Schwarzburg-Rudolstadt. Teile des Schlosses wurden renoviert.
Im ehemaligen Pädagogium (Privatschule von 1919, die zur mittleren Reife und zum Abitur führte) wurde 1946 eine Landesforstschule eingerichtet. 1950 wurde sie Fachschule, 1968 Ingenieurschule, seit 1992 Fachhochschule für Forstwirtschaft. Die Fachhochschule wurde durch die Freistaaten Sachsen und Thüringen als verwaltungsinterne Ausbildungsstätte für den gehobenen Forstdienst gemeinsam betrieben und mit Ausbildungsende des letzten Studienjahrgangs 2008 geschlossen. Im Norden von Schwarzburg befindet sich der frei zugängliche „Forstbotanische Garten Schwarzburg“.
Etwas oberhalb der Stadt liegt das Bahnhofsgebäude von 1900, es ist das schönste und aufwendigste der Schwarzatalbahn. Das Dach ist mit farbig glasierten Ziegeln gedeckt. An der Westseite wurde für die Schwarzburger Fürsten ein separater Anbau errichtet. Das Empfangsgebäude ist seit dem 1. Juni 1992 geschlossen und fungiert nach der Wiedereröffnung der Strecke nur noch als Haltepunkt.
Es ist von der Firma Faller als Modell in den Spurweiten H0 und N erhältlich.
In der Nähe des Ortseinganges zum unteren Tal Schwarzburgs befindet sich der öffentliche Zugang zum sogenannten Ehrenhain. Es finden sich hier zwei Gedenksteine. Einmal für die Gefallenen der Gemeinde und zum anderen für die des Schwarzburgbundes.

## Religion
Die evangelische Kirchengemeinde Schwarzburg gehört zum Kirchspiel Döschnitz-Lichte der Evangelischen Kirche in Mitteldeutschland mit den Kirchengemeinden Döschnitz, Meura, Sitzendorf, Unterweißbach und Schwarzburg sowie Lichte-Wallendorf, Piesau und Schmiedefeld.

## Söhne und Töchter der Gemeinde
- Florenz Friedrich Sigismund (1791–1877), Jurist und Dichter
- Friedrich Moll (1948–2018), Journalist und Fernsehmoderator